# アルド・ロンコーニ
アルド・ロンコーニ（Aldo Ronconi、1918年9月20日 - 2012年6月12日）は、イタリア、ブリジゲッラ出身の元自転車競技（ロードレース）選手。

## 来歴
1939年
- ミラノ〜ミュンヘン 優勝

1940年
- ジロ・デッルンブリア 優勝

1946年
- ジロ・ディ・トスカーナ 優勝
- ジロ・デ・イタリア 区間1勝(第15)、総合5位
- ツール・ド・スイス 総合3位

1947年
- ツール・ド・フランス 区間1勝(第3)、総合4位
- ジロ・デル・ピエモンテ 2位

1950年
- ツール・ド・スイス 総合3位
- ジロ・デ・イタリア 総合13位

2012年6月12日、ファエンツァで死去。93歳没。